# Dynastia Colbych
Dynastia Colbych – amerykańska opera mydlana nadawana od 20 listopada 1985 do 26 marca 1987 na antenie telewizji ABC (w Polsce wyemitowała go TVP1 od 2 stycznia 1994 do 4 grudnia 1994). Został wyprodukowany w wytwórni Aarona Spellinga jako spin-off bardziej znanego również w Polsce serialu pt. Dynastia.

## Fabuła
Akcja serialu rozgrywa się w Los Angeles i skupia się na życiu rodziny Colbych, znanej już wcześniej widzom z serialu Dynastia. W zamyśle producentów serial miał przewyższać swój pierwowzór pod względem bogactwa i przepychu, dlatego też otrzymał wysoki budżet i gwiazdorską obsadę. Charlton Heston, Katharine Ross, Barbara Stanwyck i Ricardo Montalban mieli już wówczas wiele znanych ról na koncie i byli znani szerszej widowni.
Główny wątek rozpoczynający Dynastię Colbych związany był z przybyciem do Kalifornii Jeffa Colby, który po tajemniczym zniknięciu żony w ostatnim odcinku 4. sezonu Dynastii chce zacząć życie od nowa. Tymczasem okazuje się, że Fallon żyje, cierpi jednak na amnezję i, nie mogąc przypomnieć sobie kim naprawdę jest, używa imienia Randall Adams. Fallon, na swej drodze, spotyka niczego nieświadomego Milesa Colby, kuzyna Jeffa, i wychodzi za niego za mąż.
Główne postaci Dynastii Colbych zostały zaprezentowane widzom w Dynastii. Jason (Charlton Heston) i Connie (Barbara Stanwyck) pojawili się w 3. odcinku 6. sezonu a reszta klanu Colbych w specjalnym podwójnym odcinku 6. sezonu.
Wśród innych wątków serialu najważniejsze obejmowały kłopoty Colby Enterprises z transportem ropy, budowę stacji kosmicznej w ramach projektu „IMOS”, powrót Philipa – uważanego za zmarłego w trakcie wojny w Wietnamie, rozpad małżeństwa Jasona i Sable oraz wyjście na jaw faktu, że to nie Phillip jest ojcem Jeffa. 

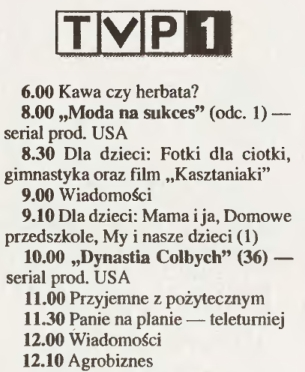
Fragment programu TV z 5 września 1994 z

Tak, jak w Dynastii, również w Dynastii Colbych przywiązywano dużą wagę do cliffhangerów - zakończeń poszczególnych sezonów. Na koniec pierwszej serii odcinków Fallon odkrywa, że ojcem jej dziecka może być Miles; Monica ulega katastrofie samolotowej, a Sable zeznaje, że była bita przez Jasona i powoduje jego aresztowanie. Paradoksalnie, największą oglądalnością wśród wszystkich odcinków serialu cieszył się ostatni odcinek 2. sezonu. To właśnie w tym odcinku zawarty został prawdopodobnie najbardziej nietypowy cliffhanger wszech czasów. Fallon zostaje porwana przez statek kosmiczny! Niewyjaśniona zostaje także kwestia Frankie, która wraz z Phillipem ulega poważnemu wypadkowi samochodowemu w ostatnich minutach serialu.

## Postaci

### Pierwszoplanowe
według kolejności napisów początkowych
| Postać | Aktor                         | Odcinków |
| --- | ----------------------------- | -------- |
| Jason Colby | Charlton Heston (1985-1987)   | 49       |
| Dyrektor generalny Colby Enterprises. Brat Constance, Philipa i Cecila. Jest mężem Sable, z którą ma trójkę dzieci: Milesa, Monicę i Bliss. Romans z Frankie Langdon - siostrą Sable i wdową po Philipie - spowodował rozpad jego małżeństwa. Z czasem okazało się również, że jest ojcem syna Franceski - Jeffa.                                                                                               |                               |          |
| |                               |          |
| Jeff Colby | John James (1985-1987)        | 49       |
| Syn Franceski, zawsze sądził, że jego ojcem jest Philip. Gdy jednak wychodzi na jaw, że ten był bezpłodny, do ojcostwa przyznaje się Jason. Wychowywany w Denver przez wuja Cecila, jest blisko związany z Carringtonami. Od lat jest związany z Fallon Carrington, i do Los Angeles wraca po to, by ją odzyskać.                                                                                               |                               |          |
| |                               |          |
| Francesca Scott Colby Langdon | Katharine Ross (1985-1987)    | 49       |
| Wdowa po Philipie, wychodzi za dyplomatę - Lorda Rogera Langdona. Jednak w rzeczywistości żywi uczucia do Jasona. Jest matką Jeffa. Nie wychowywała go jednak, bo nie życzył sobie tego Cecil. Wraca do Kalifornii na zaproszenie Constance. |                               |          |
| |                               |          |
| Randall Adams / Fallon Carrington Colby | Emma Samms (1985-1987)        | 49       |
| Na początku serialu cierpi na amnezję i jako Randall wychodzi za mąż za Milesa. Wkrótce odzyskuje pamięć i wraca do Jeffa. Jest córką Blake’a Carringtona - głównej postaci „Dynastii”, ma syna - LB, a w drugim sezonie rodzi córeczkę - Lauren Constance. W ostatnim odcinku znika w tajemniczych okolicznościach, porwana przez UFO.                                                                         |                               |          |
| |                               |          |
| Miles Colby | Maxwell Caulfield (1985-1987) | 49       |
| Porywczy syn Jasona i Sable, jak się później okazało brat przyrodni Jeffa. Gdy rozpadło się jego małżeństwo z Fallon, zakochuje się w niestabilnej emocjonalnie Channing Carter. Nadal jednak skrycie kocha tę pierwszą. Wątek ten znajdzie rozwiązanie dopiero w „Dynastii: Pojednanie”. |                               |          |
| |                               |          |
| Sabella „Sable” Scott Colby | Stephanie Beacham (1985-1987) | 49       |
| Urodzona w Wielkiej Brytanii żona Jasona i właścicielka galerii Colby Collection w Los Angeles. Jest siostrą Frankie, kuzynką Alexis, i ma trójkę dorosłych dzieci: Milesa, Monicę i Bliss. Później wiąże się z biznesmenem Zachiem Powersem. Postać ta - przez wielu uważana za najlepiej zagraną w całym serialu - później została przeniesiona do „Dynastii”.                                                |                               |          |
| |                               |          |
| Monica Colby | Tracy Scoggins (1985-1987)    | 49       |
| Córka Jasona i Sable. Bliźniaczka Milesa. Pracuje w Colby Enterprises i pomaga Dominique Devereaux (Diahann Carroll) w prowadzeniu wytwórni płytowej Titania Records. Zakochuje się w koledze z pracy; Neilu. Gdy do Los Angeles wraca senator Cassidy, oboje nawiązują romans. Przez przypadek wychodzi na jaw, że syn Casha; Scott, jest w rzeczywistości dzieckiem, które oddała do adopcji 8 lat wcześniej. |                               |          |
| |                               |          |
| Hutch Corrigan | Joseph Campanella (1985)      | 8        |
| Ranczer zakochany w Connie. Nie wie jednak, że jego wybranka jest miliarderką. Ostatecznie wracają do siebie. Zginął wraz z Connie, zamordowany przez Philipa. |                               |          |
| |                               |          |
| Bliss Colby | Claire Yarlett (1985-1987)    | 45       |
| Najmłodsza córka Sable i Jasona. Idealistka, najpierw zakochana w oceanologu Seanie, a później w rosyjskim tancerzu; Nikolaiu Rostovie. |                               |          |
| |                               |          |
| Hoyt Parker / Philip Colby | Michael Parks (1987)          | 4        |
| Brat Constance, Jasona i Cecila. Był mężem Frankie, uznany za zmarłego w czasie wojny w Wietnamie. Czarna owca rodziny Colby'ch. Od dłuższego czasu ukrywa się pod nazwiskiem Parker. Nienawidzi Jasona za to, że miał romans z Francescą. To on spowodował katastrofę samolotu Connie i Hutcha w Nepalu. |                               |          |
| |                               |          |
| Zachary Powers | Ricardo Montalbán (1985-1987) | 49       |
| Potentat przemysłowy. Próbuje zemścić się na Colbych za to, że doprowadzili do upadku firmę jego ojca. Rozkochuje w sobie Sable i próbuje nastawić ją przeciw Jasonowi. |                               |          |
| |                               |          |
| Garrett Boydston | Ken Howard (1985-1986)        | 19       |
| Prawnik Colby Enterprises i bliski przyjaciel rodziny Colbych. Łączy go przeszłość z Dominique. |                               |          |
| |                               |          |
| Constance Patterson Colby | Barbara Stanwyck (1985-1986)  | 24       |
| Starsza siostra Jasona. Za jej namową na początku serialu do Los Angeles przyjeżdżają Jeff i Francesca. Nienawidzi Sable i pragnie uwolnić brata od małżeństwa z nią. Jest zakochana w Hutchu i wraz z nim wyjeżdża na koniec pierwszego sezonu w podróż do Azji. Tam oboje zostają zamordowani przez Hoyta Parkera (Phillipa Colby).                                                                           |                               |          |
| |                               |          |

### Dalszoplanowe
| Postać | Aktor                                               | Odcinków |
| --- | --------------------------------------------------- | -------- |
| Arthur Cates | Peter White (1985-1986)                             | 16       |
| Osobisty prawnik Sable. Pomagał Connie w załatwieniu adopcji dziecka Moniki. |                                                     |          |
| |                                                     |          |
| Spiro Koralis | Ray Wise (1986)                                     | 5        |
| Bratanek Zacha Powersa. Stał za bezprawnymi aresztowaniami Milesa i Jeffa. |                                                     |          |
| |                                                     |          |
| Lord Roger Langdon | David Hedison (1985-1987)                           | 9        |
| Brytyjski dyplomata. Gdy otrzymuje posadę konsula Wielkiej Brytanii w Kalifornii, przeprowadza się wraz z Frankie do Los Angeles. Gdy uczucia jego żony do Jasona odżywają, wyjeżdża do Singapuru. |                                                     |          |
| |                                                     |          |
| Channing Carter Colby | Kim Morgan Greene (1986-1987)                       | 25       |
| Bratanica wydawcy; Lucasa Cartera. Udaje jej się zostać żoną Milesa. Nie może znieść, że mąż nadal kocha Fallon. Ze strachu przed porodem, udaje bezpłodną.                                        |                                                     |          |
| |                                                     |          |
| Lucas Carter | Kevin McCarthy (1986-1987)                          | 6        |
| Magnat prasowy. Nienawidzi i próbuje zniszczyć imperium Jasona. |                                                     |          |
| |                                                     |          |
| Nikolai „Kola” Rostov | Adrian Paul (1986-1987)                             | 19       |
| Radziecki tancerz klasyczny. Przyjeżdża do Kalifornii na zaproszenie galerii Sable. Zakochuje się z wzajemnością w Bliss.                                                                          |                                                     |          |
| |                                                     |          |
| Anna Rostov | Anna Levine (1986-1987)                             | 9        |
| Siostra Nikolaia i jego partnerka do tańca. Siłą zmuszona do powrotu do Związku Radzieckiego. |                                                     |          |
| |                                                     |          |
| Sacha Malenkov | Judson Scott (1986)                                 | 8        |
| Agent KGB. Były baletmistrz. Jako ich trener, śledzi każdy krok Rostovów. Gdy nie udaje mu się zmusić Nikolaia i Bliss do zerwania, wraca z Anną do Moskwy.                                        |                                                     |          |
| |                                                     |          |
| Cash Cassidy | James Houghton (1986-1987)                          | 15       |
| Senator, mąż Adrienne. Wiele lat temu był w związku z Monicą. Wraz z żoną adoptowali dziecko, które ta przekazała do adopcji.                                                                      |                                                     |          |
| |                                                     |          |
| Adrienne Cassidy | Shanna Reed (1986-1987)                             | 14       |
| Żona Casha. Świadoma tego, że mąż jej nie kocha, topi smutki w alkoholu. Wychowuje Scotta jako swojego syna i nie chce się zgodzić na obecność Moniki w jego życiu.                                |                                                     |          |
| |                                                     |          |
| Scott Cassidy | Coleby Lombardo (1986-1987)                         | 12       |
| 7-letni biologiczny syn Moniki z jej związku z Cashem. Wychowywany przez ojca i Adrienne. Inteligentny, zafascynowany astronomią.                                                                  |                                                     |          |
| |                                                     |          |
| Sam Erskine | John Dehner (1986-1987)                             | 4        |
| Prawnik i przyjaciel Carterów. Robi wszystko, aby oczernić w prasie Jasona. |                                                     |          |
| |                                                     |          |
| Georgina Sinclair | Nana Visitor (1987)                                 | 4        |
| Znana i utalentowana tancerka. Przyjeżdża do Los Angeles na życzenie Sable i zostaje nową partnerką Nikolaia, którego próbuje uwieść.                                                              |                                                     |          |
| |                                                     |          |
| Henderson Palmer | Ivan Bonar (1985-1987)                              | 27       |
| Majordomus Colbych. |                                                     |          |
| |                                                     |          |
| Sean McAllister | Charles Van Eman (1985-1986)                        | 14       |
| Siostrzeniec Zacha Powersa. Ma szpiegować Bliss, w zamian za pomoc, jaką Powers udziela jego schorowanej matce. Zakochuje się w niej jednak i sprzeciwia wujowi.                                   |                                                     |          |
| |                                                     |          |
| Neil Kittredge | Philip Brown (1985-1986)                            | 13       |
| Współpracownik Moniki w Titania Records. Żonaty, nawiązuje romans z nieświadomą tego Moniką. |                                                     |          |
| |                                                     |          |
| Enid Palmer | Alison Evans (1985-1987)                            | 12       |
| Pokojówka w rezydencji Colbych. |                                                     |          |
| |                                                     |          |
| Wayne Masterson | Gary Morris (1986)                                  | 11       |
| Niewidomy śpiewak country. Wypatrzony w przydrożnym barze przez Monikę, nawiązuje współpracę z Titania Records, dzięki czemu jest w stanie sfinansować operację oczu. Zakochany w Monice.          |                                                     |          |
| |                                                     |          |
| Blake Jeffrey „LB” Colby | Ashley Mutrux (1985-1986) Brandon Bluhm (1986-1987) | 12       |
| Starsze dziecko Fallon i Jeffa. Wnuk Blake’a Carringtona i Jasona Colbego. |                                                     |          |
| |                                                     |          |
| John Moretti | Vincent Baggetta (1986)                             | 7        |
| Prokurator. Z powodu dawnych zatargów z Jasonem, aresztuje i usilnie poszukuje dowodów przeciwko Milesowi i Jeffowi, oskarżonym o morderstwa. Gdy to się nie udaje, oskarża Jasona o pobicie żony. |                                                     |          |
| |                                                     |          |

## Crossovery
Nie tylko na samym początku serialu losy bohaterów Dynastii i Dynastii Colbych uległy spleceniu. Później również postaci Dynastii zaglądały do Los Angeles. Wśród nich należy wymienić Blake’a Carringtona (John Forsythe), jego synów: Adama (Gordon Thomson) i Stevena (Jack Coleman) oraz przyrodnią siostrę Dominique Devereaux (Diahann Carroll). Alexis Carrington Colby nigdy nie zagościła w Dynastii Colbych, gdyż odtwarzająca tę rolę Joan Collins bojkotowała ten spin-off. Nieobecność Alexis na kolejnym ślubie Fallon i Jeffa wyjaśniono mgłą w Denver i w związku z tym odwołaniem startu samolotów.

## Następstwa
Po zakończeniu produkcji serialu, Jeff i Fallon wrócili do Denver (do obsady Dynastii), gdzie przyszłość ich małżeństwa i tajemnicze porwanie przez UFO zostały wyjaśnione. Fallon miewająca koszmary związane z bliskim kontaktem z istotą pozaziemską, zaczęła uczęszczać na spotkania z ludźmi, którzy również zostali porwani i poddawani dziwnym eksperymentom. Jeff jednak nie mógł jej wspierać i ostatecznie rozwiódł się z nią. Oboje jednak pozostali w przyjaznych stosunkach.
W 9. sezonie Dynastii do obsady dołączyła Stephanie Beacham i Tracy Scoggins - obie w tych samych rolach, co w Dynastii Colbych. Niestety nie zostały wyjaśniony wszystkie zagadki rodziny Colbych zapoczątkowane w drugim sezonie serialu. Można było tylko przypuszczać, że Sable nie porwała swojego wnuka, a Monica zerwała kontakt ze swoim synem. Wyjaśniono jednak sytuację Franceski i Jasona. Okazało się, że Frankie przeżyła wypadek i wraz z Jasonem wyjechali z Californii. Natomiast w jednym z ostatnich odcinków Dynastii okazało się, że Miles i Monica nie są dziećmi Jasona, gdyż nastoletnia Sable została zgwałcona. W innym zaś odcinku, Alexis Carrington Colby powiedziała swojej kuzynce Sable, że miała romans z Jasonem wiele lat wcześniej.
Miles Colby pojawia się również w Dynastii: Pojednanie, gdzie ostatecznie rozwiązany zostaje trójkąt miłosny Jeff-Fallon-Miles. Związku z tym można przypuszczać, że małżeństwo Milesa i niestabilnej psychicznie Channing zostało zakończone. Pojawia się jednak niewielka sprzeczność odnośnie do pokrewieństwa pomiędzy Milesem i Jeffem, którzy w Dynastii: Pojednanie zostali uznani za braci, pomimo że w 9. sezonie Dynastii Miles okazał się synem Cecila, a nie Jasona. Można jedynie przypuszczać, że Miles nigdy nie został poinformowany o tym fakcie.